# Ануар
Ануар (фр. Hanouard) насеље је и општина у северној Француској у региону Горња Нормандија, у департману Приморска Сена која припада префектури Авр.
По подацима из 2011. године у општини је живело 241 становника, а густина насељености је износила 55,79 становника/km². Општина се простире на површини од 4,32 km². Налази се на средњој надморској висини од 85 метара (максималној 142 m, а минималној 36 m).

## Демографија
| 1962. | 1968. | 1975. | 1982. | 1990. | 1999. | 2011. |
| ----- | ----- | ----- | ----- | ----- | ----- | ----- |
| 232   | 234   | 226   | 287   | 266   | 273   | 241   |

График промене броја становника у току последњих година